# Беговина (Даниловград)
Беговина је насеље у општини Даниловград у Црној Гори. Према попису из 2011. било је 277 становника, a према попису из 2003. било је 191 становника (према попису из 1991. било је 91 становника).

## Демографија
У насељу Беговина живи 140 пунолетних становника, а просечна старост становништва износи 39,1 година (36,8 код мушкараца и 41,5 код жена). У насељу има 62 домаћинства, а просечан број чланова по домаћинству је 3,08.
Становништво у овом насељу веома је хетерогено, а у последња три пописа, примећен је пораст у броју становника.
|  |

| Демографија | Демографија | Демографија |
| Година      | Становника  | Становника  |
| ----------- | ----------- | ----------- |
|             |             |             |
|             |             |             |
|             |             |             |
|             |             |             |
| 1948.       | 179         |             |
| 1953.       | 163         |             |
| 1961.       | 107         |             |
| 1971.       | 121         |             |
| 1981.       | 76          |             |
| 1991.       | 91          | 91          |
| 2003.       | 191         | 191         |
| 2011.       |             | 284         |

| Етнички састав према попису из 2003.‍ | Етнички састав према попису из 2003.‍ | Етнички састав према попису из 2003.‍ | Етнички састав према попису из 2003.‍ | Етнички састав према попису из 2003.‍ |
| ------------------------------------ | ------------------------------------ | ------------------------------------ | ------------------------------------ | ------------------------------------ |
|                                      |                                      |                                      |                                      |                                      |
| Црногорци                            | Црногорци                            |                                      | 115                                  | 60,20%                               |
| Срби                                 | Срби                                 |                                      | 72                                   | 37,69%                               |
| Југословени                          | Југословени                          |                                      | 1                                    | 0,52%                                |
| непознато                            | непознато                            |                                      | 1                                    | 0,52%                                |

| Година пописа     | 1948. | 1953. | 1961. | 1971. | 1981. | 1991. | 2003. |
| ----------------- | ----- | ----- | ----- | ----- | ----- | ----- | ----- |
| Број домаћинстава | 42    | 40    | 28    | 30    | 20    | 26    | 62    |

| Број чланова      | 1  | 2  | 3  | 4 | 5  | 6 | 7 | 8 | 9 | 10 и више | Просек |
| ----------------- | -- | -- | -- | - | -- | - | - | - | - | --------- | ------ |
| Број домаћинстава | 62 | 16 | 16 | 4 | 12 | 7 | 3 | 2 | 2 | 0         | 0      |

| Пол    | Укупно | Неожењен/Неудата | Ожењен/Удата | Удовац/Удовица | Разведен/Разведена | Непознато |
| ------ | ------ | ---------------- | ------------ | -------------- | ------------------ | --------- |
| Мушки  | 77     | 30               | 43           | 4              | 0                  | 0         |
| Женски | 75     | 13               | 43           | 16             | 3                  | 0         |
| УКУПНО | 152    | 43               | 86           | 20             | 3                  | 0         |

| Пол    | Укупно                    | Пољопривреда, лов и шумарство | Рибарство                            | Вађење руде и камена | Прерађивачка индустрија       |
| ------ | ------------------------- | ----------------------------- | ------------------------------------ | -------------------- | ----------------------------- |
| Мушки  | 22                        | 2                             | 0                                    | 0                    | 8                             |
| Женски | 15                        | 1                             | 0                                    | 0                    | 4                             |
| УКУПНО | 37                        | 3                             | 0                                    | 0                    | 12                            |
| Пол    | Производња и снабдевање   | Грађевинарство                | Трговина                             | Хотели и ресторани   | Саобраћај, складиштење и везе |
| Мушки  | 2                         | 0                             | 1                                    | 1                    | 0                             |
| Женски | 0                         | 0                             | 1                                    | 0                    | 0                             |
| УКУПНО | 2                         | 0                             | 2                                    | 1                    | 0                             |
| Пол    | Финансијско посредовање   | Некретнине                    | Државна управа и одбрана             | Образовање           | Здравствени и социјални рад   |
| Мушки  | 0                         | 1                             | 3                                    | 0                    | 1                             |
| Женски | 0                         | 0                             | 3                                    | 1                    | 2                             |
| УКУПНО | 0                         | 1                             | 6                                    | 1                    | 3                             |
| Пол    | Остале услужне активности | Приватна домаћинства          | Екстериторијалне организације и тела | Непознато            | Непознато                     |
| Мушки  | 0                         | 0                             | 0                                    | 3                    | 3                             |
| Женски | 1                         | 0                             | 0                                    | 2                    | 2                             |
| УКУПНО | 1                         | 0                             | 0                                    | 5                    | 5                             |